# Nya Kalabsha

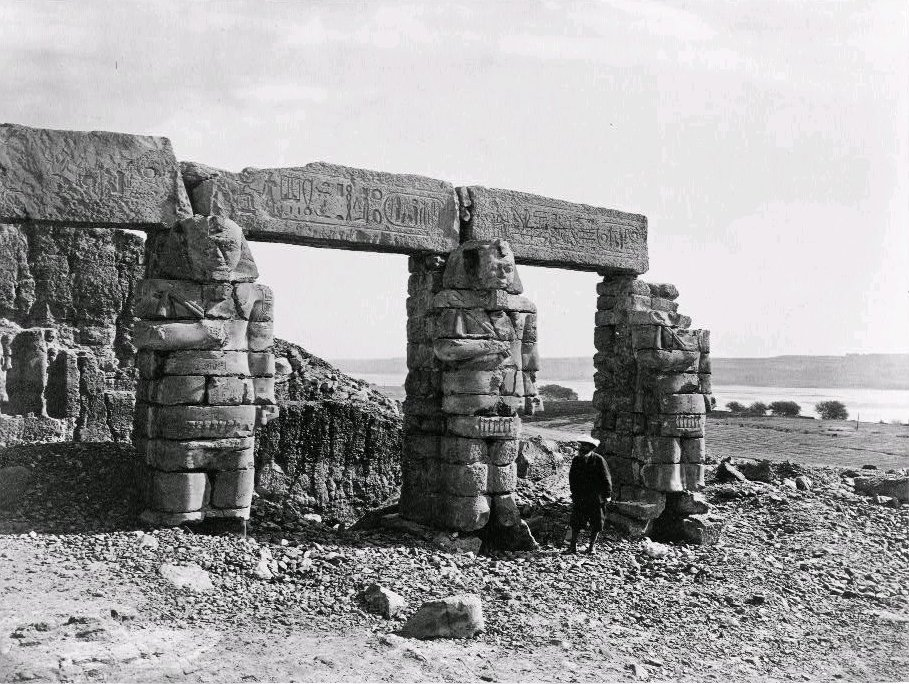
Gerf Hussein

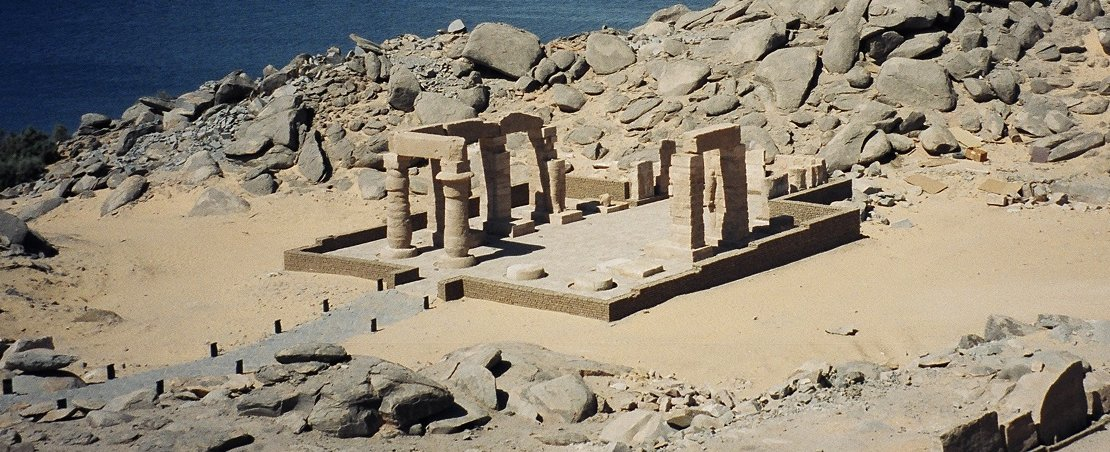
Gerf Hussein på nya platsen i Nya Kalabsha

Nya Kalabsha eller kort bara Kalabsha är en udde belägen nära staden Assuan i Egypten. Platsen hyser flera viktiga tempel, byggnadsverk och andra lämningar som flyttats hit från platsen för Gamla Kalabsha (arabiska: Bab al-Kalabsha, "Gate of Kalabsha;" klassisk grekiska: Ταλμις, Talmis) för att rädda dessa från det Nassersjöns stigande vattennivåer orsakad av byggandet av Assuandammen.
Nya Kalabsha ingår i världsarvet Nubiska monument från Abu Simbel till File.
De större lämningarna i området beskrivs nedan:

## Templet Kalabsha
Templet Kalabsha (eller Mandulis tempel) är den stora byggnaden i Nya Kalabsha. Hela templet från den romerska perioden tillägnad solguden Mandulis flyttades hit 1970. Det uppfördes av kejsar Augustus och var det största fristående templet i Nubien. När det skulle flyttas skars templet i 13 000 block.

## Gerf Hussein
Templet Gerf Hussein (ursprungligen kallat Per Ptah, "Huset Ptah") är tillägnat Ramses II och uppfördes av Nubiens vicekung Setau. Det var ursprungligen ett delvis fristående tempel och delvis ett tempel hugget ur berget. När Nassersjöns vattenivå steg, lät man montera ned den fristående delen och återuppbyggde denna i Nya Kalabsha. Större delen av själva klipptemplet fick vara kvar och är nu under vatten.

## Beit el-Wali
Templet Beit el-Wali flyttades från sin ursprungliga plats av ett polskt arkeologteam. Detta var tillägnat Ramses II och gudarna Amon och Anukis (och flera dnra). Ursprungligen var templet dekorerat med starka färger, men de flesta av dessa dekorationer togs bort på 1800-talet och visas nu på British Museum.

## Qertassis kiosk
Qertassis kiosk är en "liten romersk kiosk med fyra smäckra papyruskolonner på insidan och två Hathorkolonner vid dess entré." Kiosken är en liten men elegant byggnad som "är ofärdig och saknar arkitektens namn, men är troligen samtida med Trajanus kiosk i File."

## Dedwen
Templet Dedwen låg ursprungligen innanför templet Kalabshas yttre murar, och är tillägnat den Nubiske ormgudinnan Dedwen. Den flyttades tillsammans med Kalabsha till Nya Kalabsha.